# まちづくり工学科
まちづくり工学科（まちづくりこうがくか）は、大学の学科のひとつ。日本大学理工学部にあり、まちづくり、その他の工学の教育、研究がなされる。
なお、日本の大学では類似の名称の学科がほかに、
工学院大学 建築学部 に、「まちづくり学科」、
国士舘大学 理工学部 に、「まちづくり学系」
がある。

## まちづくり工学科を持つ日本の大学
- 日本大学